# Kanon (glazba)
Kanon je u glazbi višeglasna skladba u kojoj melodiju početnog glasa u određenim vremenskim razmacima ponavljaju od početka do kraja svi ostali prateći glasovi.  